# Isthmohyla
Genre
Isthmohyla est un genre d'amphibiens de la famille des Hylidae.

## Répartition
Les quinze espèces de ce genre se rencontrent en Amérique centrale.

## Liste des espèces
Selon Amphibian Species of the World (10 juin 2017) :
- Isthmohyla angustilineata (Taylor, 1952)
- Isthmohyla calypsa (Lips, 1996)
- Isthmohyla debilis (Taylor, 1952)
- Isthmohyla graceae (Myers & Duellman, 1982)
- Isthmohyla infucata (Duellman, 1968)
- Isthmohyla insolita (McCranie, Wilson, & Williams, 1993)
- Isthmohyla lancasteri (Barbour, 1928)
- Isthmohyla melacaena (McCranie & Castañeda, 2006)
- Isthmohyla picadoi (Dunn, 1937)
- Isthmohyla pictipes (Cope, 1875)
- Isthmohyla pseudopuma (Günther, 1901)
- Isthmohyla rivularis (Taylor, 1952)
- Isthmohyla tica (Starrett, 1966)
- Isthmohyla xanthosticta (Duellman, 1968)
- Isthmohyla zeteki (Gaige, 1929)

## Étymologie
Ce genre est nommé en référence à la distribution des espèces le composant, principalement située au Costa Rica et dans l'ouest du Panama, qui peut être considéré comme un isthme reliant l'Amérique du Nord à l'Amérique du Sud.

## Publication originale
- Faivovich, Haddad, Garcia, Frost, Campbell & Wheeler, 2005 : Systematic review of the frog family Hylidae, with special reference to Hylinae: phylogenetic analysis and taxonomic revision. Bulletin of the American Museum of Natural History, vol. 294, p. 1-240 (texte intégral).